# اچ‌ام‌اس کلوزئوس (۱۸۸۲)
اچ‌ام‌اس کلوزئوس (۱۸۸۲) (به انگلیسی: HMS Colossus (1882)) یک کشتی بود که طول آن ۳۲۵ فوت (۹۹ متر) بود. این کشتی در سال ۱۸۸۲ ساخته شد.